# Salvia meera
Salvia meera es una planta endémica de México, entre Jalisco y Colima, perteneciente a la familia de las lamiáceas.

## Descripción
Hierbas perennes, erectas, de (0.7-)1-2.4(-3) m de altura; tallos con pelos blanquecinos aplicados y retrorsos, abundantemente distribuidos sobre y entre las costillas. Peciolos de 3-7 mm de largo, con la porción media de la superficie adaxial hundida, pilosos. Hojas lanceoladas, de 7-9.6 × 1.4-2.4 cm, atenuadas en la base y el ápice, margen ampliamente aserrado, verdes en ambas superficies, escasamente cubiertas con pelos aplicados en las venas y puntos glandulares sésiles anaranjado pálidos en ambas superficies. Inflorescencias dispuestas en racimos terminales y axilares subterminales, de 1-4.5 cm de largo, cada uno con 2 a 4 verticilastros, separados por 7-9 mm entre sí hacia la base; verticilastros con 2 flores; eje floral profusamente piloso. Brácteas florales estrechamente lanceoladas o casi lineares, de 1.2-1.4 × 0.1-0.2 mm, atenuadas en la base y el ápice, margen entero, verdes, densamente pilosas, rápidamente caducas. Pedicelos de 5-8.5 mm de largo, densamente pilosos. Cáliz de 1.3-1.5 cm de largo, 4-6 mm de ancho en la garganta, vferde amarillento; labios iguales o subiguales en longitud (2.5-5 mm de largo), el superior con 3 venas, con pelos diminutos aplicados y antroros en las venas, entre ellas y a lo largo del margen de los labios; internamente verrugoso y con pelos cónicos diminutos. Corola blanca, glabra excepto escasa a densamente pilosa en el labio superior y la superficie abaxial del inferior; tubo de 2-2.2 cm de largo, (3-)4-5 mm de ancho en su porción más ancha, ligeramente ventricoso y arqueado, no invaginado en la base, internamente glabro (epapilado); labio superior de 5-6 mm de largo, el inferior de 4.5-6.2 mm de largo. Estambres incluidos; filamentos de 1.5-2 mm de largo; conectivos de 11.5-12.5 mm de largo, con un diente agudo en la mitad; tecas de 2-2.2 mm de largo; estaminodios ausentes. Cuerno ginobásico de 0.3-0.4 mm de largo; estilos de 2.2-2.4 cm de largo, pilosos hacia el ápice en las superficies abaxial y adaxial, la rama superior del estilo más larga y exerta, la inferior más corta e incluida. Núculas ovadas, de 2-2.5 × (0.3-)0.9-1.1 mm, anaranjado pálido o rojas, concolores, lisas, glabras.

## Distribución y hábitat
Endémica de México en específico de los estados de Jalisco y Colima. Crecen en bosques de pino-encino de 1500 a 1800 m s. n. m.

## Taxonomía
El nombre proviene de Ramamoorthy en Vázquez-García et al. (1995), Meera es el nombre de una mujer hindú mitad mito mitad figura histórica, vivió entre el siglo XVI y hay varios poemas y canciones que se le atribuyen.
El nombre completo registrado ante el Índice Internacional de Nombres de las Plantas (IPNI) es:
Salvia meera Ramamoorthy ex J.G.González & Santana Mich., Revista Mex. Biodivers. 83(3): 593 (2012).